# 艾略特 (伊利諾伊州)
艾略特（英語：Elliott）是位於美國伊利諾伊州福特縣的一個村落。

## 地理
艾略特的座標為40°27′53″N 88°16′17″W / 40.46472°N 88.27139°W，而該地最高點為海拔高度238米（即781英尺）。

## 人口
根據2010年美國人口普查的數據，艾略特的面積為1.25平方千米，當中陸地面積為1.25平方千米，而水域面積為0.00平方千米。當地共有人口295人，而人口密度為每平方千米236人。